# Myocastorini
Myocastorini es una tribu de roedores histricomorfos nativos de Sudamérica. Hasta hace poco se creía que solo sobrevivía una especie: el coipú (Myocastor coypus), en la familia Myocastoridae, pero nuevos análisis genéticos han demostrado que pertenece, junto con otros géneros actuales, a la familia Echimyidae.

## Géneros
Se reconocen los siguientes géneros:
- Callistomys Emmons & Vucetich, 1998
- †Haplostropha Ameghino, 1891
- Hoplomys J. A. Allen, 1908
- †Isomyopotamus Rovereto, 1914
- †Matyoscor Ameghino, 1902
- Myocastor Kerr, 1792
- †Paramyocastor Ameghino, 1904
- †Proatherura Ameghino, 1906
- Proechimys J.A. Allen, 1899
- †Prospaniomys Ameghino, 1902
- †Spaniomys Ameghino, 1887
- †Strophostephanos Ameghino, 1891
- Thrichomys Trouessart, 1880
- †Tribodon Ameghino, 1887